# Ozereanî, Dubno
Ozereanî (în ucraineană Озеряни) este localitatea de reședință a comunei Ozereanî din raionul Dubno, regiunea Rivne, Ucraina.

## Demografie
Componența lingvistică a localității Ozereanî
     Ucraineană (99,7%)
     Alte limbi (0,3%)
Conform recensământului din 2001, majoritatea populației localității Ozereanî era vorbitoare de ucraineană (99,7%), existând în minoritate și vorbitori de alte limbi.